# Micomeseng
Micomeseng (auch: Mikomeseng) ist ein Ort in Äquatorialguinea. Im Jahre 2008 hatte der um die Stadt liegende Bezirk eine Bevölkerung von 5813 Personen.

## Lage
Die Stadt liegt nahe an der Grenze zu Kamerun im Norden in der Provinz Kié-Ntem am Fluss Arroyo Ncodud.
Im Umkreis liegen die Siedlungen Ntan, Adyap (S), Eteete und Ncan (W), sowie Yomosomo, Ayap-Ngo und Macogu (O). Im Westen schließt sich der Verwaltungsbezirk Nkue an. Im Südosten erstreckt sich das Monte Temelón Natural Reserve.

## Klima
Nach dem Köppen-Geiger-System zeichnet sich Micomeseng durch ein tropisches Klima mit der Kurzbezeichnung Am aus.